# Dorfkirche Weisdin

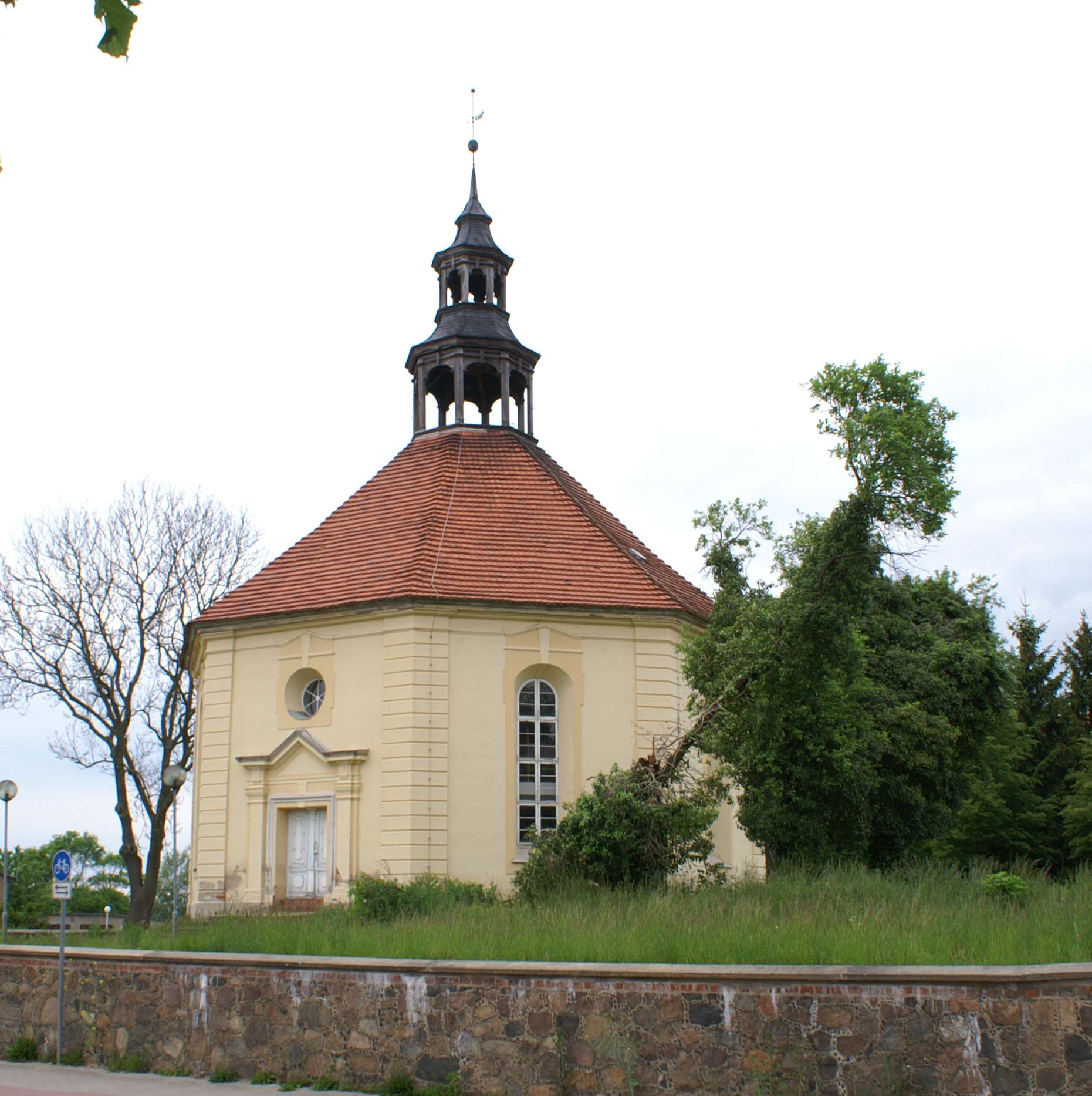
Gutskapelle Weisdin

Die Kirche Weisdin ist eine barocke Gutskapelle aus dem 18. Jahrhundert im mecklenburgischen Dorf Weisdin (Gemeinde Blumenholz). Die zuständige Kirchengemeinde Peckatel-Prillwitz gehört zur Propstei Neustrelitz im Kirchenkreis Mecklenburg der Evangelisch-Lutherischen Kirche in Norddeutschland (Nordkirche).

## Geschichte
Im Jahr 1740 brannte der Vorgängerbau zusammen mit dem Gutshaus und fast dem ganzen Dorf ab. Gotthardt Carl Friedrich von Peccatel, dessen Familie das Dorf seit dem Mittelalter besaß, ließ zunächst das Gutshaus auf den Grundmauern des Vorgängerbaues neu errichten, welches er anlässlich seiner Hochzeit im Januar 1747 bezog. Anschließend ließ er die Kirche neu erbauen, wobei er zunächst bei Herzog Adolf Friedrich in Neustrelitz die Genehmigung beantragte, den ursprünglichen Standort verändern zu dürfen. Die neue Kirche sollte axial zum Gutshaus ausgerichtet werden. Die dadurch entstehende ziemlich genaue Nord-Süd-Achse ähnelt der entsprechenden Ausrichtung zwischen Schloss und Hofkirche in Ludwigslust, wobei die Plätze hier vertauscht sind: Da die Weisdiner Kirche nördlich des Herrenhauses angeordnet ist, befindet sich der Altar am gegenüber liegenden Nordende der Kirche. Diese wurde in Gestalt eines regelmäßigen Oktogons errichtet, mit der großzügig angelegten Gruft mittig unter dem Kirchenraum erfüllt sie neben der Funktion als Predigtkirche für die Gemeinde vor allem die einer Gruftkapelle für die Stifterfamilie. Im August 1749 wurde der Bau vollendet. Im Jahre 1762 verkaufte der Stifter seinen gesamten Weisdiner Besitz, nachdem ihm keine männlichen Erben beschieden waren und seine Familie erlöschen musste, an den Herzog Adolf Friedrich IV. Dieser nutzte fortan das Weisdiner Herrenhaus als Sommerresidenz. Nachfolgend fanden nur wenige Veränderungen an der Kirche statt; so wurden Türen und Fenster im 19. Jahrhundert zum Teil erneuert, im Verlauf des 20. Jahrhunderts verschwand zudem der schmückende Zierrat über dem Eingangsportal. Bereits zu DDR-Zeiten wurde das original erhaltene Innere umfassend restauriert, später auch das Äußere mit Verputzung und dem Eingangsbereich. Die Kirche gehört zu den wenigen weitgehend im Originalzustand erhaltenen barocken Kirchenbauten Mecklenburgs und hat dadurch eine kunstgeschichtlich herausragende Stellung.

## Beschreibung

### Äußere Gestalt
Der Kirchenbau hat die Gestalt eines regelmäßigen Oktogons und ist aus Backstein errichtet. Die Seitenwände sind geprägt von kräftigen Eckrustika und verputzt. Das Zeltdach trägt eine grazile Doppellaterne. Deren pagodenartige Konstruktion macht bei näherem Hinsehen deutlich, dass in ihr nie Glocken gehangen haben können. Die beiden Glocken wurden innerhalb des Kirchendaches aufgestellt. Von ihnen ist seit der Ablieferung im Ersten Weltkrieg nur die kleinere erhalten geblieben, gegossen 1539 durch Hinrich Witte in Neubrandenburg. Der Eingang zur Kirche befindet sich auf der Südseite, dem Herrenhaus zugewandt. Die von dort zur Kirche verlaufende Achse führt nach der Art eines Kalvarienbergs aufwärts. Der mitten unter der Kirche gelegene Gruftraum wurde von der nördlichen Außenseite der Kirche aus betreten. Die ehedem links neben dem noch heute vorhandenen Zugang zu den Patronatslogen befindliche Tür ist seit der letzten Restaurierung vermauert, somit ist die Gruft derzeit nicht zugänglich. In ihr ruht neben dem Kirchenstifter und seiner Familie auch der Geheimrat Friedrich Carl Ludwig von Kardorff.

### Innenausstattung

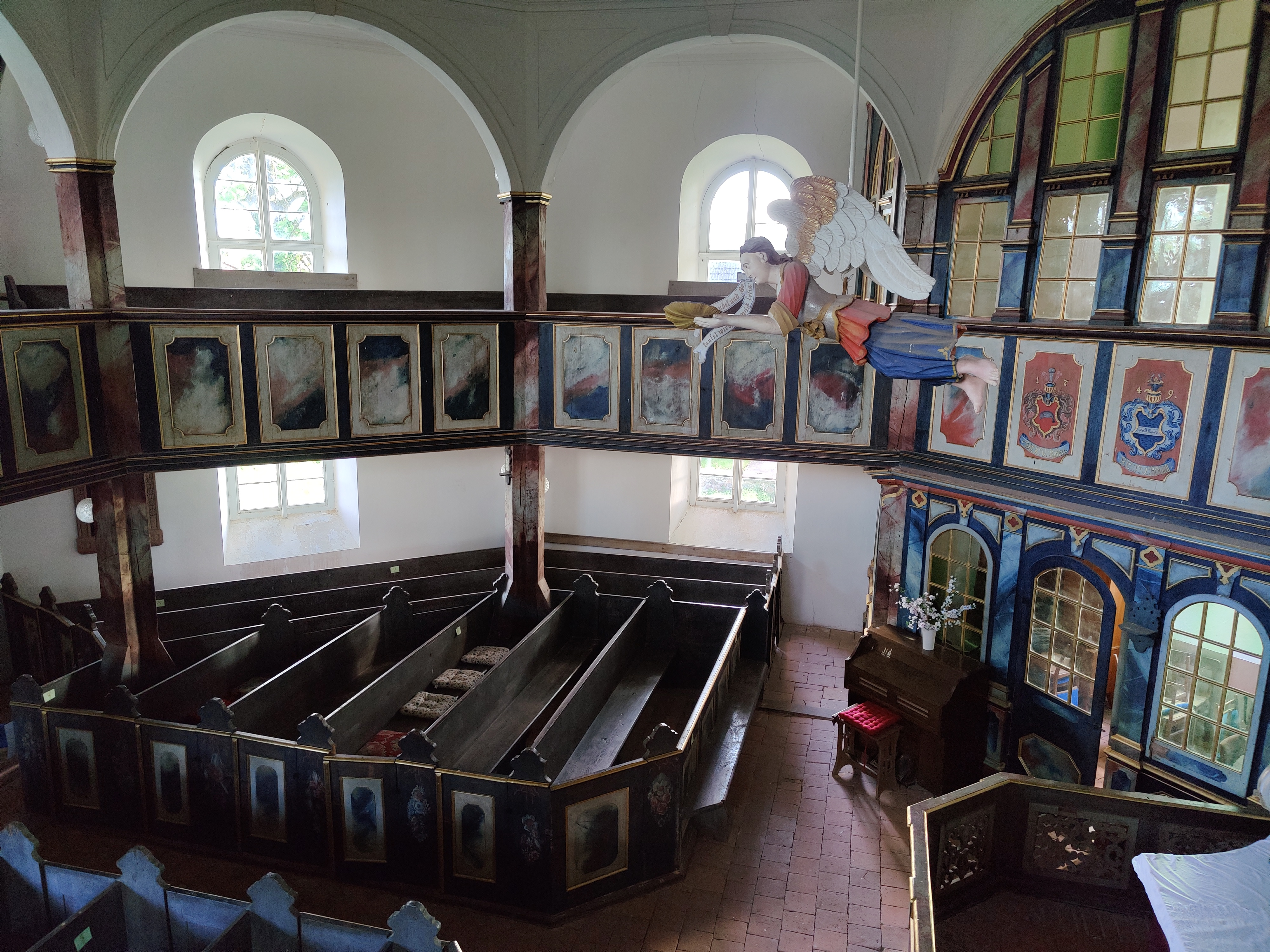
Innenraum (2021)

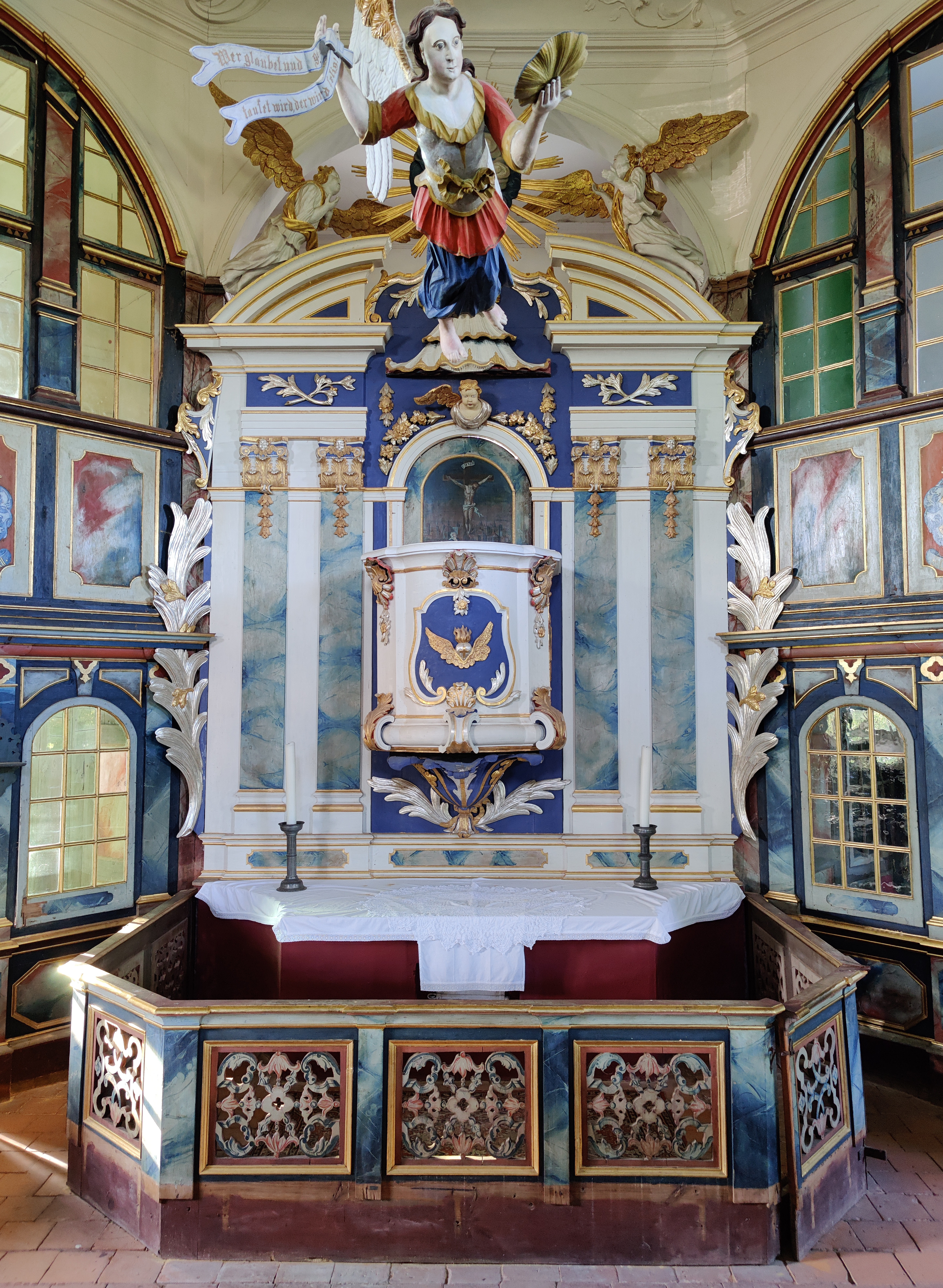
Kanzelaltar und Taufengel

Im Inneren setzt sich die geometrische Gestaltung durch die ebenfalls oktogonal angelegte Emporenkonstruktion fort. Der dem Eingang gegenüberliegende nördliche Teil wird ganz durch den Kanzelaltar ausgefüllt. Dieser wird bekrönt durch eine Gloriole mit trinitarischem Dreieck, flankiert durch zwei plastische Engelsfiguren. In den beiden flankierenden Teilen befinden sich die großzügigen Patronatslogen, die scheinbar zweigeschossig sind, jedoch befinden sich unter ihnen links der ehemalige Beichtstuhl und rechts die Sakristei. Beide Geschosse sind geschlossen und durch verglaste Fenster bzw. Türen in den Kirchenraum einbezogen. In der Brüstung befinden sich auf beiden Seiten die Wappen des Kirchenstifters Gotthardt Carl Friedrich von Peccatel und seiner Ehefrau Amalie von Rieben. Der gemauerten Altarmensa vorgelagert ist das hölzerne geschnitzte Altargehege, dessen Kniebänke schon seit längerer Zeit entfernt und nur durch die vorhandenen Abdrücke kenntlich sind. Das mit feinem Roccaillenstuck verzierte Spiegelgewölbe enthält in der Mitte das trinitarische Dreieck mit Taube und Glorienschein, von hier hängt mittig der Taufengel herab. Das kastenförmige Gemeindegestühl besteht aus zwei Blöcken, deren Sitzreihen aufgrund der Raumkonstruktion unregelmäßig gestaltet sind. An den Türen befinden sich bäuerlich gemalte Blumengebinde. Besonders hervorzuheben sind ferner zwei unterhalb der Patronatslogen befindliche Totenbretter. Die gesamte Ausmalung der Kirche ist, abgesehen von Retuschen an der Altarfront, original erhalten. Sie ist geprägt von den Farben Blau, Weiß und Rot, wobei das Blau mit Rücksicht auf das Wappen des Stifters dominiert. Altar und Patronatslogen zeigen auch vergoldete Profile bzw. versilberte Palmwedel. Der unbekannte Urheber der aufwändigen Ausmalung hat sich auf der Rückseite des Altars mit den Initialen C. J. K. und dem Spruch „Anno 1749 d. 22. August ist die Kirche fertig worden“ verewigt. Auch die Namen der weiteren am Bau beteiligten Künstler sind nicht überliefert.
Eine Orgel hat der Kirchenraum nie besessen. Diese wird schon seit längerer Zeit durch ein Harmonium vertreten. Auf der Empore befinden sich den Patronatslogen vorgelagert einfache Bänke, die ursprünglich vermutlich für das Gesinde bestimmt waren.

### Symbolik
Wie viele Kirchenbauten aus dieser Zeit ist auch die Weisdiner Kirche deutlich von Zahlensymbolik auf der Grundlage der christlichen Kabbala geprägt. Dies zeigt schon die oktogonale äußere Gestalt. Sie hat die gleiche Bedeutung wie die in älterer Zeit meist achteckig gestalteten Taufbecken: Der getaufte Christ wird in die Zahl der Geretteten aufgenommen, die sich symbolisch aus den acht Personen zusammensetzt, die Noah mit seiner Familie nach der Errettung aus der Sintflut umfassen. Bekräftigt wird diese Funktion hier auch durch den Taufengel. Vor allem jedoch ist die Zahl Acht ein Symbol für die Auferstehung, der Glaube daran wird durch das oktogonal bekrönte Grabgewölbe bekräftigt. Schließlich ist die Acht nach der christlichen Kabbala auch die Zahl Gottes, die sich nach den Regeln der Gematria aus der Addition der Zahlwerte des Gottesnamens JHWH bildet. Dies findet in der Weisdiner Kirche eine Bestätigung mit der Gloriole über dem Altar: Im trinitarischen Dreieck befindet sich als Gottessymbol statt der meist üblichen drei Jodim des hebräischen Alphabets der dreifache Buchstabe S als Kürzel für das dreifache lateinische Sanctus. Die Gloriole hingegen besteht aus 26 Strahlen, dies ist genau die Summe der Zahlwerte von JHWH, aus deren Quersumme wiederum die göttliche Zahl Acht gebildet wird. Die beiden Gemeindeblöcke bestehen jeweils aus 12 Sitzreihen, ebenso viele Reihen bilden die Bänke auf der Empore. Damit stellt sich die Gemeinde symbolisch in die Nachfolge der 12 Stämme Israels bzw. der 12 Apostel; die aus den drei Abteilungen resultierende Dreizahl verweist, wie auch die Verwendung der drei Grundfarben dokumentiert, auf die Trinität.

## Galerie

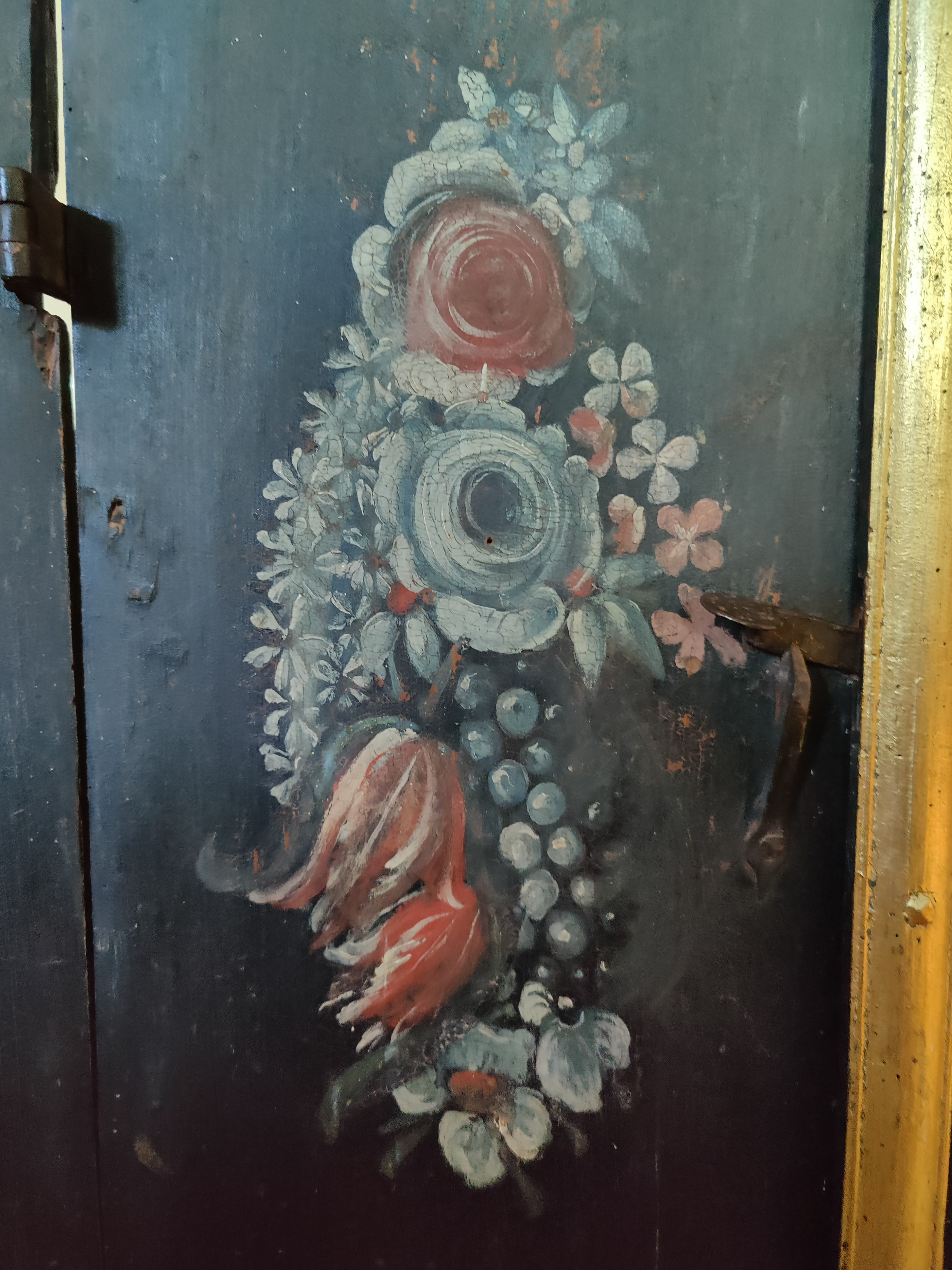
Malerei an den Banktüren
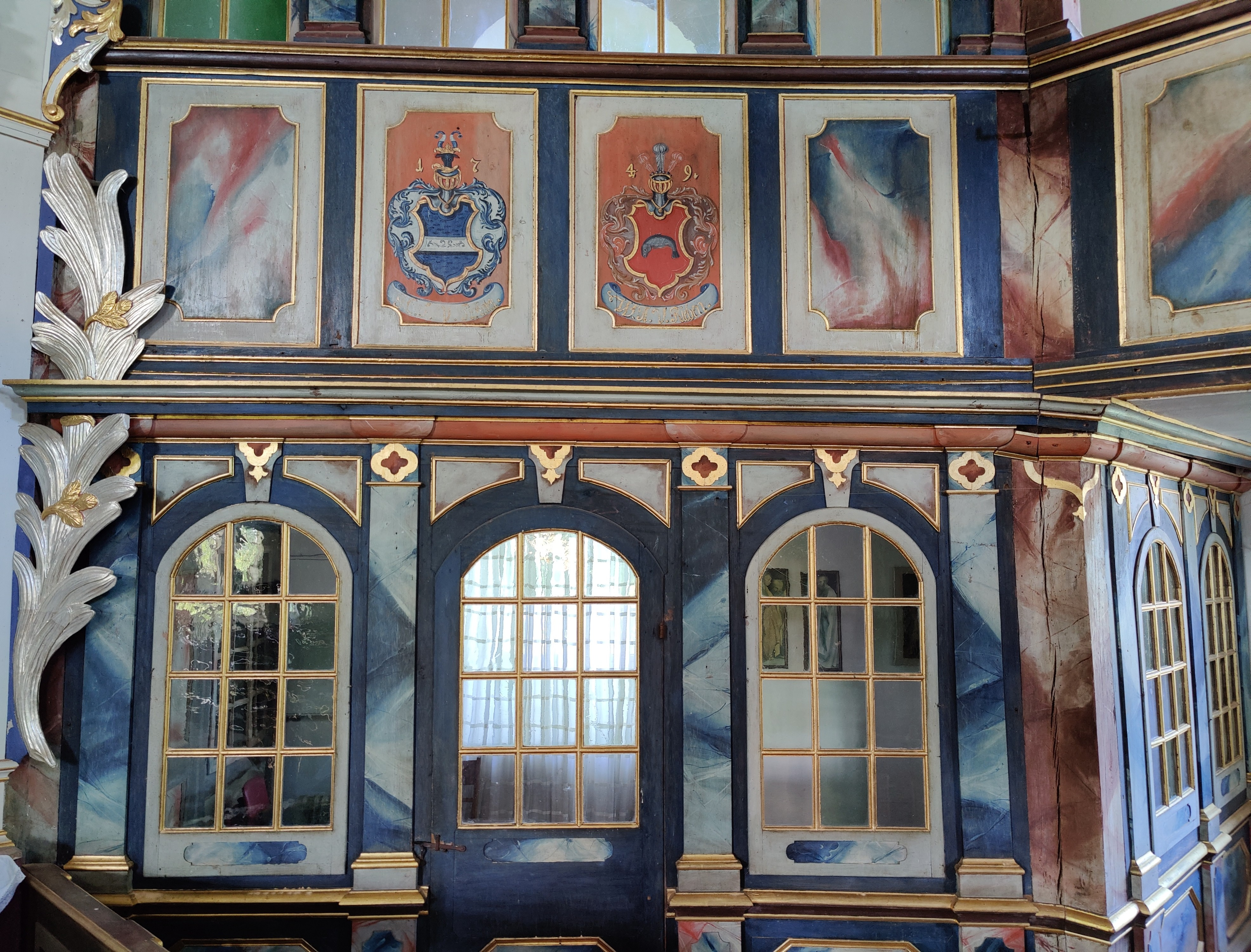
Emporendetail mit Stifterwappen
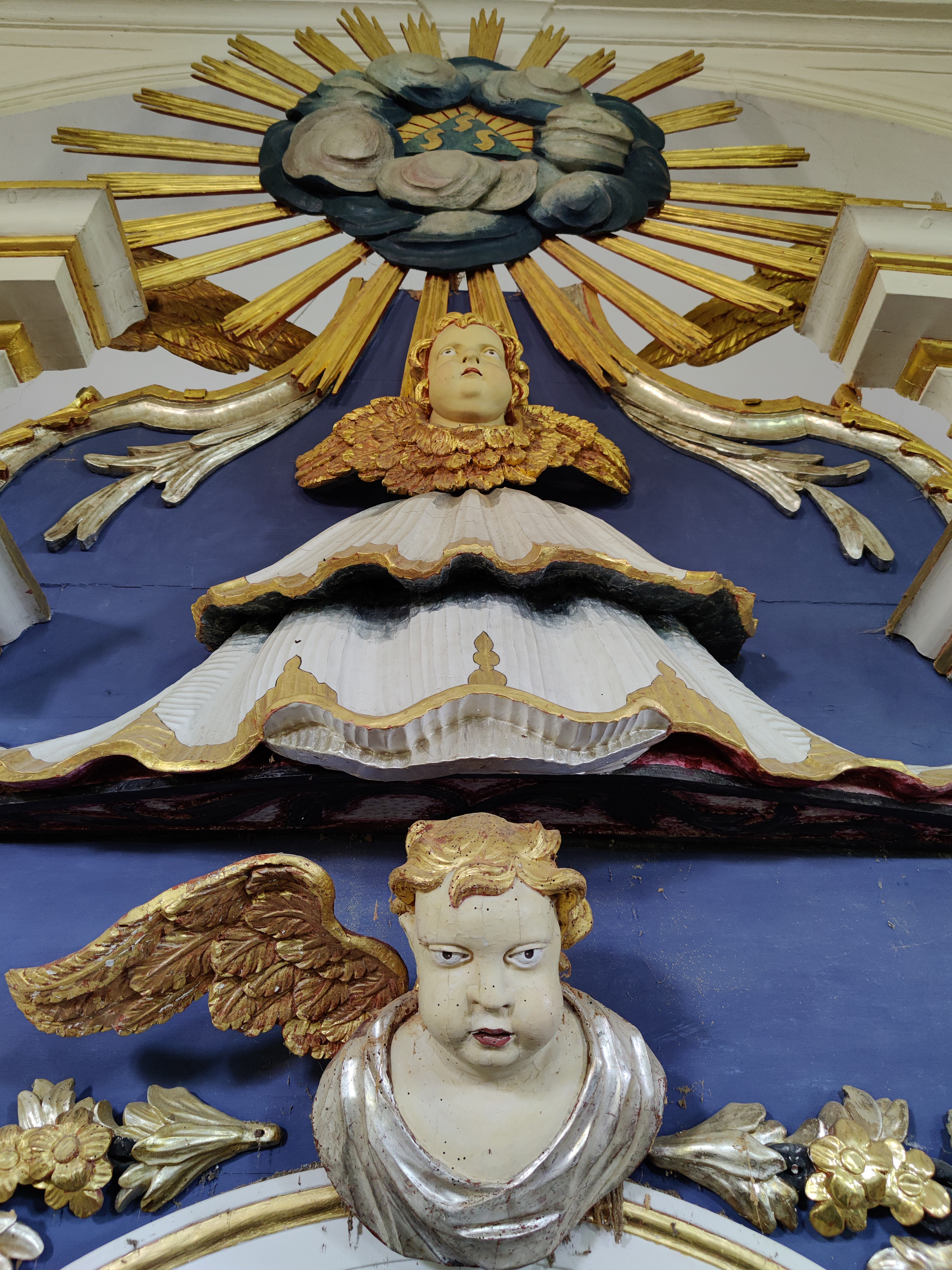
Engelsfiguren und Gloriole über der Kanzel
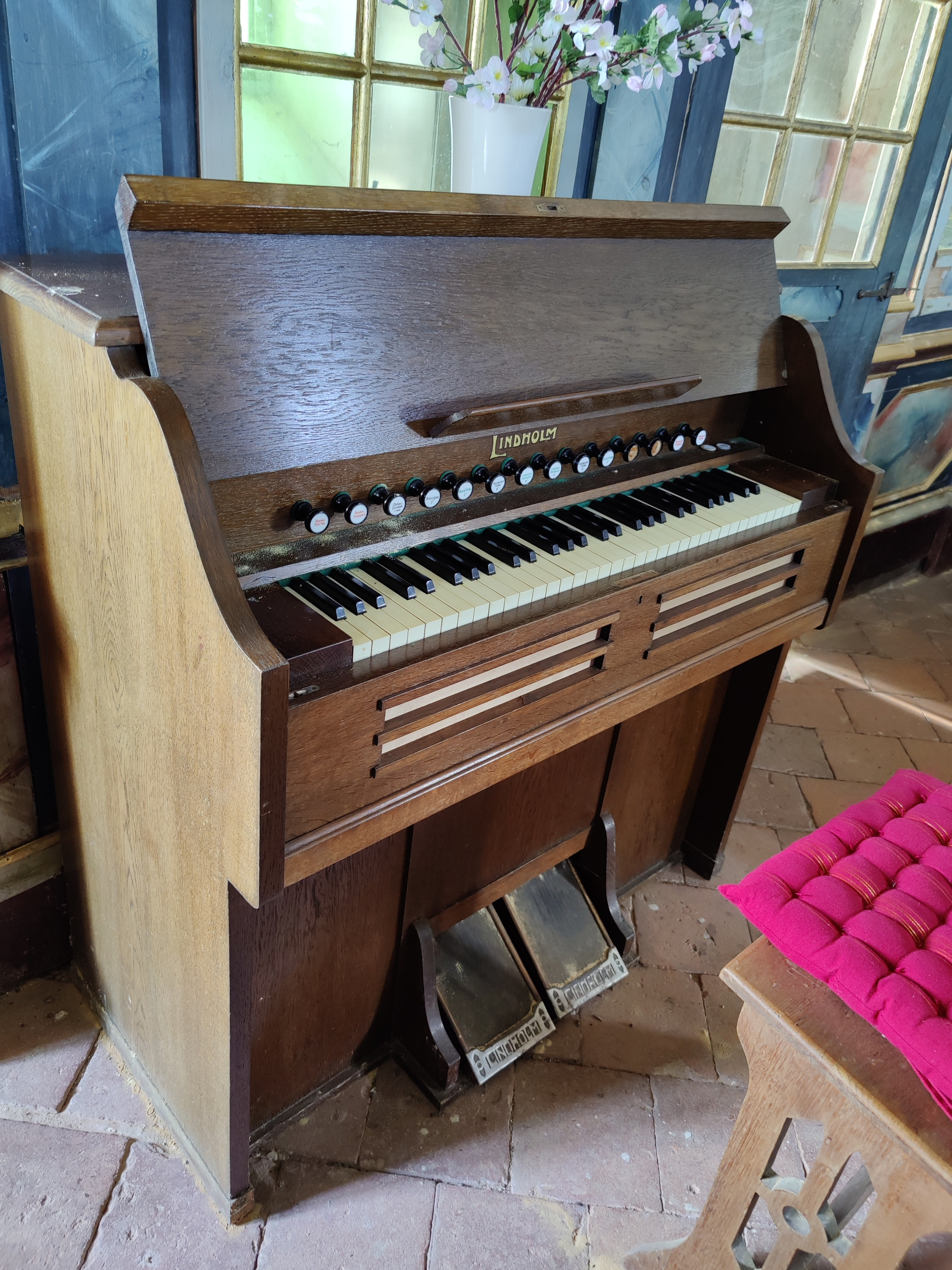
Harmonium
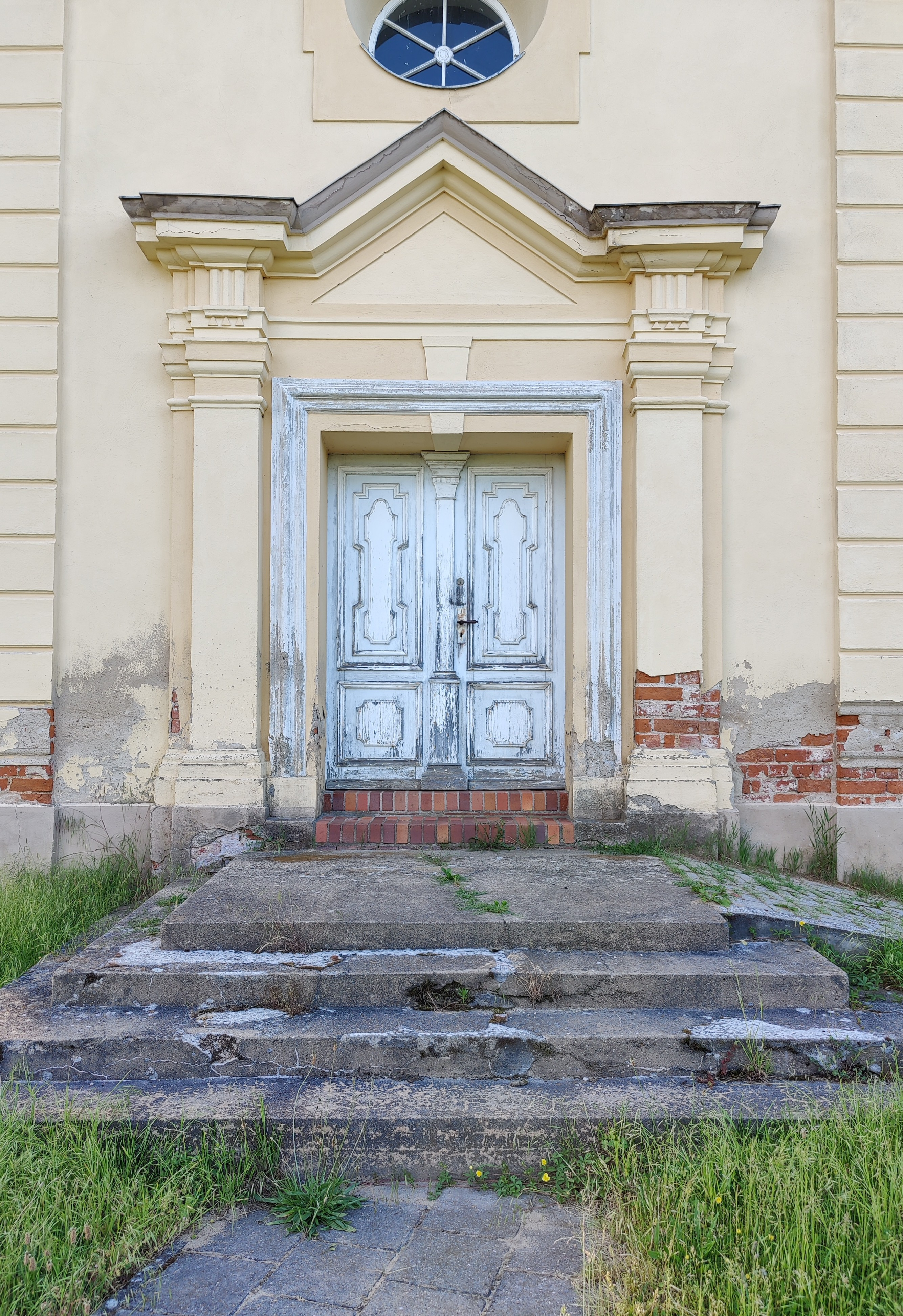
Portal